# Aiguille du Midi
Aiguille du Midi je eden od vrhov v bližini Mont Blanca znotraj francoskih Alp. Je priljubljena turistična destinacija, do vrha je neposreden dostop z žično gondolo iz Chamonixa, zgrajeno leta 1955.
Nadmorska višina vrha je 3842 metrov, prvi vzpon pa je bil zabeležen 4. avgusta 1818.